# Keith (Sänger)
Keith (* 7. Mai 1949 in Philadelphia, Pennsylvania; eigentlich James Barry Keefer) ist ein ehemaliger US-amerikanischer Sänger.
Keefer begann seine musikalische Laufbahn 1966 als Sänger der Band Keith and the Admirations. Mit seiner ersten Solosingle Ain't Gonna Lie erreichte er die Top 40 der US-amerikanischen Billboard-Charts.  
Der größte Erfolg seiner Karriere gelang ihm im Januar 1967, als er mit der Single 98.6 bis auf Platz 7 der Billboard-Charts stieg. Der Titel der Single ist die Körpertemperatur eines Menschen, gemessen in Grad Fahrenheit.
Mit der Nachfolgesingle Tell Me to My Face, die von den Hollies geschrieben wurde, landete er noch einmal einen kleineren Hit.
Nach mehreren Misserfolgen beendete Keith 1969 seine Karriere. Mitte der 1980er Jahre versuchte er ein Comeback, jedoch ohne nennenswerten Erfolg.   